# Rhagoderma tricolor
Rhagoderma tricolor är en spindeldjursart som beskrevs av Roewer 1933. Rhagoderma tricolor ingår i släktet Rhagoderma och familjen Rhagodidae. Inga underarter finns listade i Catalogue of Life.